# Umberto Lusena
Umberto Lusena (Livorno, 20 settembre 1904 – Roma, 24 marzo 1944) è stato un militare e partigiano italiano, vittima dell'eccidio delle Fosse Ardeatine, medaglia d'oro al valor militare alla memoria.

## Biografia
Medaglia d'oro al valor militare. Figlio del generale ebreo Leonardo Lusena, ex legionario fiumano, raggiunse D'Annunzio appena sedicenne. Seppur figlio di matrimonio misto, scampò alle epurazioni dovute alle leggi razziali antisemite. All'indomani dell'armistizio, nel settembre del 1943, come maggiore del Regio esercito, al comando del IV battaglione arditi paracadutisti di un Reggimento della "Nembo", si oppose all'avanzata dei carri armati tedeschi verso Roma.
Successivamente collaborò con la Resistenza, in particolare con il gruppo di Montezemolo, il Fronte Militare Clandestino.
Fu catturato, trasferito a Via Tasso dove fu torturato ma non tradì i compagni. Venne trucidato alle Fosse Ardeatine il 24 marzo 1944. Per la sua tragica morte fu insignito dalla Medaglia d'oro al valore militare.

## Riconoscimenti
A lui è intitolata una strada a Livorno e una a Roma (vicino a Viale Medaglie D'Oro).